# Kirti Chakra
De Kirti Chakra is sinds 1967 een onderscheiding voor opvallende dapperheid (Engels: "conspicuous gallantry"), bijzondere daadkracht en zelfopoffering in de republiek India. De onderscheiding werd in 1952 door de Indiase president als tweede klasse van de Ashoka Chakra ingesteld voor "opvallende dapperheid". De gedecoreerde hoeft niet "oog in oog met de vijand" te hebben gestaan zoals bij de exclusieve Maha Vir Chakra en de Param Vir Chakra.
Het lint is groen met twee oranje middenstrepen. 
In 1967 werd de Ashoka Chakra hervormd en gesplitst in:
- Ashoka Chakra
- Kirti Chakra
- Shaurya Chakra

Het versiersel van de Orde
Het kleinood is een ronde zilveren schijf met het wiel (Chakra) van Ashoka (Jugernaut). Om het wiel hangt een krans van lotusbladeren.Boven en onder het wiel staat Kirti Chakra in Hindi en Engels.
Vóór 1967 was de medaille blank met alleen de tekst Ashoka Chakra in Hindi en Engels.
Wanneer men een tweede maal de Kirti Chakra ontvangt draagt men een gesp op het lint. Deze gesp is nog niet verleend. Sinds 1999 ontvangen de gedecoreerden een maandelijks pensioen van 1050 reis.
Een typerende toekenning van de Kirti Chakra was aan Naik Mukhtiar Singh die in 1956 zijn post in de bergen niet verliet toen een door Pakistanen geworpen handgranaat zijn onderarm afrukte. Hij bleef zijn manschappen aanvoeren en weigerde medische zorg totdat de aanval was afgeslagen.
Kolonel N. J. Nair werd met de Kirti Chakra en de AshokChakra onderscheiden. Hij is daarmee de hoogst gedecoreerde Indische militair.
Er is in 2006 ook een speelfilm "Kirtichakra" geheten gedraaid.

Kirtichakra.Film uit 2006